# Collège universitaire français de Moscou
Pour les articles homonymes, voir CUF.
Le collège universitaire français de Moscou (CUF) (en russe : Французский Университетский Колледж в Москве) est une formation créée en 1991 à l'initiative d'Andrei Sakharov et de Marek Halter au sein de l'université d'État de Moscou Lomonossov (MGU). 
En décembre 2016, le statut du Collège est modifié par un accord avec l'Ambassade France à Moscou ; le cursus devient une formation complémentaire de l'Université d’État de Moscou à l'initiative du recteur Victor Antonovitch Sadovnitchi et obtient une personnalité juridique.

## Les partenaires
Le collège bénéficie du soutien du ministère français des Affaires étrangères et  du ministère français de l'Enseignement supérieur et de la Recherche. Des enseignants  de plusieurs établissements supérieurs français interviennent. Ils sont originaires principalement des universités de  Paris I Panthéon-Sorbonne, Paris II Panthéon-Assas, Paris IV Sorbonne, Paris V Descartes, Paris VIII – Vincennes Saint-Denis, université d'Aix-Marseille, et de l'EHESS (École des hautes études en sciences sociales), l'ENS Cachan (École normale supérieure de Cachan), l'ENS de Paris (École normale supérieure de la rue d'Ulm).

## Les formations
À l'origine, le collège propose une formation de niveau de la maîtrise française. Un diplôme d'établissement est délivré sous le seing de la  Rectrice de l'académie de Paris et Chancelière des universités de Paris  Michèle Gendreau-Massalou et celui de La Société des amis des universités de Paris dirigée par Pierre Brunel.
Des accords avec des établissements français permettent une reconnaissance du niveau d'études à partir de 1995.
Le collège universitaire français de Moscou propose dès l'origine un parcours francophone et un parcours russophone. À l'issue d'une formation de deux ans, les étudiants se voient délivrer un diplôme complémentaire de l'Université d'Etat de Moscou Lomonossov.

## Les matières
Les matières qui y sont enseignées sont le droit, l'histoire, la sociologie, la littérature et la philosophie.

## Les enseignants
Parmi les intervenants venant en mission des universités françaises partenaires
À partir de 1991, le collège délivre des cours magistraux dans les disciplines des sciences humaines et sociales.
Sont intervenus au collège, entre autres, les sociologues Michel Crozier, Edgar Morin, Alain Touraine, Henri Mendras; les historiens René Rémond, François Furet, Annie Kriegel, Paul Veyne, Francis Rapp, Michel Winock, Emmanuel Leroy Ladurie, Hélène Carrère d'Encausse, Jean Delumeau; les philosophes Luc Ferry, Jaques Derrida, André Comte Sponville, Jean Greisch,  Heinz Wizmann, le démographe Emmanuel Todd, le juriste Pierre Delvolvé, les littéraires Pierre Brunel, Jean Starobinsky, Julia Kristeva, Michel Décaudin, le politologue, Jean-Luc Parodi.
Plusieurs personnalités du monde de la culture et de la politique sont intervenues dont Jacques Chirac et l'acteur Gérard Depardieu.
De 2014 à 2017 sont intervenus :
- Jacques Verger, médiéviste (Paris-IV)
- Romain Lecler, sociologue (ENS)
- Martin Mégevand, littérature du XXe siècle (Paris-VIII)
- Martin Collet, juriste fiscaliste (Paris-II)
- Philippe Büttgen, philosophe des religions (Paris-I)
- Tatiana Debbagi-Baranova, historienne (Paris-IV)
- Coline Cordi, sociologue (Paris-VIII)
- Nicolas Balat, juriste (Paris-II)
- Pierre-Henri Tavoillot, philosophe (Paris-IV)
- Raphaël Ehrsam, philosophe (Paris-IV)
- Pauline Le Monnier de Gouville, juriste (Paris-II)
- Dominique Kalifa, historien (Paris-I, Institut universitaire de France)
- Christophe Martin, dix-huitièmiste (Paris-I)
- Gilles Favarel-Garrigues, politologue (Sciences Po Paris)
- Alexandre Tarrête, littérature du XVIe et XVIIe siècles (Paris-IV)
- Patrice Duran, sociologue (École normale supérieure de Cachan)
- Anne Ducrey, comparatiste (Paris-IV)
- Marie-Pierre Dausse, historienne de la Grèce antique (Paris-VIII)
- Jean-Cassien Billier, philosophe (Paris-IV, Sciences Po Paris)
- Pascal Marichalar, sociologue de la santé et du travail (CNRS/EHESS)
- Sébastien Touzé, juriste spécialiste des droits de l'homme (Paris-II)
- Pierre Wagner, philosophe spécialiste de la logique (Paris-I)
- Nicolas Duvoux, sociologue de la pauvreté (Paris-V Descartes)
- Philippe Verheyde, historien (histoire contemporaine) (Paris-VIII)
- Antoine Gaudemet, juriste (Paris-II)
- Plínio Walder Prado, philosophe (Paris-VIII)
- Michel Costantini, philosophe sémioticien (Paris-VIII)
- Jean-Nicolas Illouz, professeur de littérature, Université Paris VIIII.

Crise de 2022
À la suite du conflit en Ukraine, les enseignants français de ces établissements ont suspendu immédiatement leurs enseignements
A la demande du président Marek Halter, les enseignements ont été repris par des enseignants-chercheurs français volontaires et venant d'établissements ayant un accord avec l'Université d’État de Moscou afin d'achever le semestre de cours et de clôturer l'année universitaire.
Depuis la rentrée 2022, les enseignements de la filière russe sont maintenus.
Enseignants-chercheurs résidents,
Le ministère français de l'Enseignement supérieur et de la Recherche met à disposition du collège universitaire français de l'Université d’État de Moscou des postes d'ATER. Des enseignants-chercheur résidents assurent l'encadrement annuel des enseignements et des projets de recherche.
- Marie Cretin-Sombardier, droit constitutionnel, droit européen
- Clémentine Fauconnier, sociologie et science politique
- Michaël Muller-Lavina, droit comparé
- David Novarina, professeur agrégé de lettres modernes
- David Ravet, langue et littérature françaises
- Karl Sarafidis, professeur agrégé de philosophie
- Pierre-Louis Six, histoire

Directeurs
2013- 2017
- Olivier Kachler, détaché de l'Université de Picardie - Jules-Verne

2017-2018
- interim, Pierre-Louis Six, détaché de l'IEP de Paris

2018-2022
- Luc Aubry, Ancien Attaché culturel.

## Adresse
Collège universitaire français de Moscou - Французский Университетский Колледж в Москве
Université d'État de Moscou Lomonossov (MGU)
Bâtiment central, bureau 1004
Leniniskye gory,
119899 MOSCOU
Russie